# Toivo Loukola
Toivo Aarne Loukola (Kortesjärvi, 2 ottobre 1902 – Helsinki, 10 gennaio 1984) è stato un siepista e mezzofondista finlandese, campione olimpico dei 3000 metri siepi ai Giochi di Amsterdam 1928.

## Palmarès
| Anno | Manifestazione  | Sede      | Evento        | Risultato | Prestazione | Note            |
| ---- | --------------- | --------- | ------------- | --------- | ----------- | --------------- |
| 1928 | Giochi olimpici | Amsterdam | 10000 m piani | 7º        | 31'39"0     |                 |
| 1928 | Giochi olimpici | Amsterdam | 3000 m siepi  | Oro       | 9'21"8      | Record mondiale |